# 이달고주

이달고 주

이달고주(스페인어: Hidalgo)는 멕시코 동부에 위치한 주로 주도는 파추카이며 면적은 20,813km2, 인구는 2,753,582명(2012년 기준), 인구 밀도는 130명/km2이다. 1869년 1월 16일에 신설되었으며 84개 지방 자치체를 관할한다.
북쪽으로는 산루이스포토시주와 베라크루스주, 동쪽으로는 푸에블라주, 남쪽으로는 틀락스칼라주와 멕시코주, 서쪽으로는 케레타로주와 접한다. 주 이름은 멕시코의 독립 운동 지도자인 미겔 이달고 이 코스티야를 기념하기 위해 붙여진 이름이다.

주기
주 문장

## 인구
| 연도 | 인구      | ±%     |
| ---- | --------- | ------ |
| 1895 | 563,824   | —      |
| 1900 | 605,051   | +7.3%  |
| 1910 | 646,551   | +6.9%  |
| 1921 | 622,241   | −3.8%  |
| 1930 | 677,772   | +8.9%  |
| 1940 | 771,818   | +13.9% |
| 1950 | 850,394   | +10.2% |
| 1960 | 994,598   | +17.0% |
| 1970 | 1,193,845 | +20.0% |
| 1980 | 1,547,493 | +29.6% |
| 1990 | 1,888,366 | +22.0% |
| 1995 | 2,112,473 | +11.9% |
| 2000 | 2,235,591 | +5.8%  |
| 2005 | 2,345,514 | +4.9%  |
| 2010 | 2,665,018 | +13.6% |
| 2015 | 2,858,359 | +7.3%  |
| 2020 | 3,082,841 | +7.9%  |